# Sento doppio
Sento doppio (sottotitolato Musiche dell'errore e altri fonosimbolismi antiregime) è un album in studio del cantautore italiano John De Leo e del pianista italiano Fabrizio Puglisi, pubblicato il 6 ottobre 2017 dalla Carosello Records.

## Tracce
Testi e musiche di Massimo De Leonardis e Fabrizio Puglisi, eccetto dove indicato.

### CD
1. Big Stuff/Naima – 12:20 (Leonard Bernstein, John Coltrane)
2. Aritmia – 5:45
3. Moon – 2:57 (Fabrizio Puglisi)
4. Other Shapes (Searching For) – 3:26
5. Crepuscule with Nellie – 6:56 (Thelonious Monk) – originariamente interpretata da Thelonious Monk
6. Escargot Cris – 4:00
7. 02:16,50 (Episode Two) – 2:16
8. Vago svanendo – 11:13 (testo: Massimo De Leonardis – musica: Massimo De Leonardis, Christian Ravaglioli)

### LP
Lato A
1. Big Stuff/Naima – 12:20 (Leonard Bernstein, John Coltrane)
2. Aritmia – 5:45
3. Moon – 2:57 (Fabrizio Puglisi)

Lato B
1. Other Shapes (Searching For) – 3:26
2. Crepuscule with Nellie (Take Two) – 6:04 (Thelonious Monk) – originariamente interpretata da Thelonious Monk
3. 02:16,50 (Episode One) – 2:16
4. Vago svanendo – 11:13 (testo: Massimo De Leonardis – musica: Massimo De Leonardis, Christian Ravaglioli)

## Formazione
Crediti tratti dall'edizione CD.
Musicisti
- John De Leo – voce, live looping sampler (tracce 2, 6 e 8), toy karaoke (traccia 8)
- Fabrizio Puglisi – pianoforte (tracce 1, 3-5, 8), pianoforte preparato (tracce 2, 6-8), pianoforte giocattolo (tracce 2 e 8), voce, fischio e small fan (traccia 3), Fender Rhodes (tracce 4, 6), carillon e campane (traccia 8)
- Gianluca Petrella – trombone (tracce 4, 6), effetti sonori (traccia 6)

Produzione
- John De Leo, Fabrizio Puglisi – produzione
- Adele Di Palma, Monia Mosconi – produzione esecutiva
- Stefano Amerio – ingegneria del suono presso gli Artesuono
- Lawrence Fancelli – registrazione trombone presso l'Officina Sonora Bigallo
- Fabrizio Tarroni – montaggio
- Franco Naddei – missaggio
- Giovanni Versari – mastering